# Małgorzata Wiese-Jóźwiak
Małgorzata Wiese-Jóźwiak (ur. 16 marca 1961 w Bydgoszczy) – polska szachistka, mistrzyni międzynarodowa od 1981 roku, wielokrotna medalistka mistrzostw Polski w szachach. Córka Ryszarda Wiesego.

## Kariera szachowa
Od połowy lat siedemdziesiątych do końca osiemdziesiątych należała do ścisłej czołówki polskich szachistek. Po pierwszy medal na arenie krajowej sięgnęła w roku 1976 w Toruniu, zdobywając tytuł mistrzyni Polski juniorek młodszych. Rok wcześniej po raz pierwszy wystąpiła w finale mistrzostw Polski kobiet. Do roku 1990 czternastokrotnie brała udział w finałowych turniejach, stając się jedną z najbardziej utytułowanych zawodniczek w historii. W swoim dorobku posiada 9 medali: złoty (1985), sześć srebrnych (1978, 1982, 1983, 1986, 1988, 1990) oraz dwa brązowe (1977, 1980). Na swoim koncie posiada również dwa medale mistrzostw Europy juniorek do lat 20, które zdobyła w roku 1979 (III miejsce) oraz 1981 (II miejsce). Triumfowała również w międzynarodowych turniejach rozegranych w Piotrkowie Trybunalskim i Nałęczowie (oba w roku 1980) oraz ponownie w Nałęczowie w roku 1982.
W roku 1984, podczas otwartego turnieju w Hamburgu, wypełniła normę arcymistrzowską. Rok 1985 przyniósł jej kolejne sukcesy: w rozegranym w fińskim mieście Pohja drużynowym turnieju o Puchar Nordycki zdobyła 6½ pkt w 7 partiach (co okazało się najlepszym rezultatem indywidualnym spośród wszystkich uczestników tego turnieju) oraz osiągnęła życiowy sukces, kwalifikując się do turnieju międzystrefowego na Kubie. Niestety, wskutek złej organizacji w Polskim Związku Szachowym (na czas nie zakupiono biletu lotniczego) pozbawiona została możliwości startu w tym bardzo ważnym turnieju. Spośród indywidualnych osiągnięć należy również wymienić zwycięstwo w Tbilisi w roku 1984 z jedną z najbardziej utytułowanych zawodniczek w historii szachów, byłą mistrzynią świata Noną Gaprindaszwili.

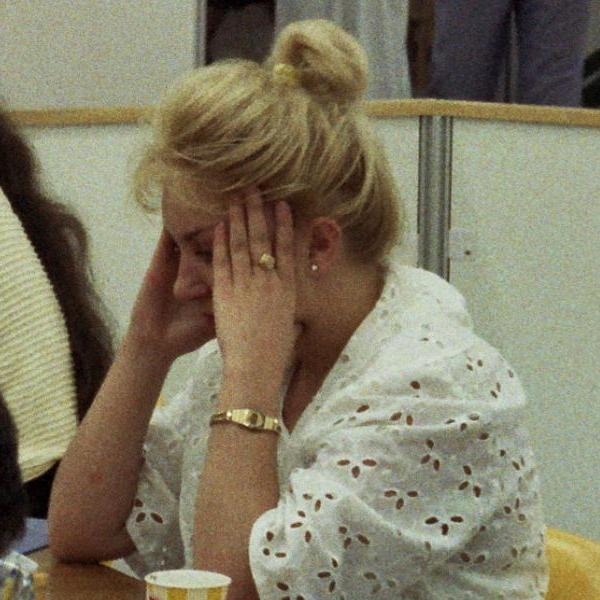
Małgorzata Wiese, Dubaj 1986

Wielokrotnie reprezentowała Polskę w rozgrywkach drużynowych, m.in.: sześciokrotnie na olimpiadach szachowych (w latach 1978, 1980, 1982, 1984, 1986, 1988), w 1980 r. zdobywając wspólnie z drużyną brązowy medal.
Najwyższy ranking w karierze osiągnęła 1 stycznia 1987 r., z wynikiem 2290 punktów dzieliła wówczas 40-45. miejsce na światowej liście FIDE, jednocześnie zajmując 4. miejsce wśród polskich szachistek.
W roku 1991 zakończyła karierę szachową.